# Matzenhof (Berching)
Matzenhof ist ein Gemeindeteil der Stadt Berching im Landkreis Neumarkt in der Oberpfalz. Der Ort ist ein Weiler mit drei Häusern.
Kirchlich gehört Matzenhof zur Pfarrei Waldkirchen im Dekanat Neumarkt in der Oberpfalz.

## Geschichte
Am 1. Januar 1972 wurde Altmannsberg mit Matzenhof, Ritzermühle, Simbach und Wackersberg nach Holnstein mit Butzenberg und Rudersdorf eingemeindet. Am 1. Mai 1978 wurde diese Gemeinde dann nach Berching eingemeindet.